# از خط خارج شدن قطار هولاین
در روز ۲ آوریل ۲۰۲۱ یک قطار سریع‌السیر تاروکو که توسط راه‌آهن تایوان اداره می‌شد در شهرستان هوالاین از خط خارج شد که در نتیجه آن حداقل ۵۰ تن کشته و بیش از ۱۵۰ تن مجروح شدند. این حادثه در ساعت ۹:۲۸ صبح، ورودی شمالی تونل کینگشویل در بخش هرن شهرک ژیملین شهرستان هوالاین تایوان به وقوع پیوست. در زمان حادثه، قطار ۴۸۸ مسافر را حمل می‌نمود؛ گفته می‌شود که قطار هشت واگنه، ظاهراً پس از سقوط یک کامیون ساختمانی از یک شیب، و برخورد با قطار در تونلی در شمال شهر هوالاین از ریل خارج شده‌است.